# Roberta Brunet
Roberta Brunet (Italia, 20 de mayo de 1965) es una atleta italiana, especializada en la prueba de 5000 m en la que llegó a ser subcampeona mundial en 1997.

## Carrera deportiva
En el Mundial de Atenas 1997 ganó la medalla de plata en los 5000 metros, con un tiempo de 15:58.29 segundos, siendo superada por la rumana Gabriela Szabo y por delante de la portuguesa Fernanda Ribeiro (bronce).